# Pegylis hauseri
Pegylis hauseri är en skalbaggsart som beskrevs av Brenske 1898. Pegylis hauseri ingår i släktet Pegylis och familjen Melolonthidae. Inga underarter finns listade i Catalogue of Life.